# Marian Horzinek
Marian C. Horzinek (* 3. Oktober 1936 in Kattowitz; † 28. Juli 2016) war ein deutscher Tierarzt, Virologe und Hochschullehrer an der Universität Utrecht.

## Leben
Horzinek wurde als Sohn eines Österreichers und einer Polin in Kattowitz geboren. Er besuchte die Schule in Karlsruhe und studierte von 1956 bis 1961 an der Universität Gießen und der Tierärztlichen Hochschule Hannover Veterinärmedizin. Nach dem Studium war er zunächst im Gesundheitsamt Hannover tätig und wechselte dann an das Institut für Virologie der Tierärztlichen Hochschule Hannover, wo er 1962 promoviert wurde. Nach einem Forschungsaufenthalt in Venezuela ging Horzinek an die Bundesforschungsanstalt für Viruskrankheiten in Tübingen, wo er die Leitung der Abteilung für exotische Tierkrankheiten übernahm. 1970 habilitierte er sich und bekam ein Jahr später einen Ruf auf die Professur für Virologie an der Universität Utrecht. Hier war er bis zu seiner Emeritierung dreißig Jahre als Hochschullehrer tätig.
Horzinek befasste sich zunächst mit dem Aufbau und der Taxonomie der Pesti-, Arteri- und Rubellaviren. In seiner weiteren wissenschaftlichen Tätigkeit wandte er sich den Coronaviren zu und erforschte vor allem die Pathogenese der felinen infektiösen Peritonitis. Er verfasste über 300 Publikationen und über 40 Bücher, Monografien und Buchbeiträge. Er erhielt die Ehrendoktorwürde der Universitäten Gent, Wien, Uppsala und Guelph sowie der  Tierärztlichen Hochschule Hannover. Außerdem wurde ihm der Orden vom Niederländischen Löwen verliehen.